# عزلة القارة (ذمار)
عزلة القارة هي إحدى عزل مديرية جبل الشرق في محافظة ذمار اليمنية ويبلغ تعداد سكانها 1748 نسمة حسب التعداد السكاني في اليمن لعام 2004.